# 마닐라 노마즈 FC
마닐라 노마즈 FC(Manila Nomads F.C.)는 필리핀 마닐라를 연고지로 하는 축구 클럽이다. 유나이티드 풋볼리그 디비전 1에서 활약 중이다.

## 선수 명단

### 역대
틀:유나이티드 풋볼 리그 (필리핀)